# Malgasodes hungarorum
Malgasodes hungarorum är en kvalsterart som beskrevs av Sandór Mahunka 2000. Malgasodes hungarorum ingår i släktet Malgasodes och familjen Carabodidae. Inga underarter finns listade i Catalogue of Life.